# Ivan Ćubelić
Ivan Ćubelić (Spalato, 2 giugno 2003) è un calciatore croato, centrocampista dello Slaven Belupo.

## Caratteristiche tecniche
È un centrocampista completo, anche se naturalmente predisposto al ruolo di trequartista. Dotato di ottima visione di gioco, si distingue per la rapidità di decisione con la palla tra i piedi e per la precisione nei passaggi.
Considerato uno dei talenti più promettenti nel suo ruolo, nel 2020 è stato inserito nella lista dei migliori sessanta calciatori nati nel 2003 stilata dal The Guardian.

## Carriera

### Club
Cresciuto nel settore giovanile dell'Hajduk Spalato, il 14 agosto 2020 debutta con l'Hajduk Spalato II in occasione del match di 2. HNL perso 2-1 contro l'Opatija. Il 12 febbraio 2021, sempre contro l'Opatija, realizza la sua prima rete con la squadra riserve, contribuendo al pareggio casalingo per 2-2.
Il 20 maggio 2021 prolunga il suo contratto con i Bili fino al 2026. Tre mesi dopo, fa il suo debutto in prima squadra subentrando a Marko Livaja nel match di campionato vinto contro il Hrvatski Dragovoljac (0-1).
Una settimana più tardi viene ceduto in prestito annuale al Dugopolje, con cui esordisce il giorno seguente nel pareggio di campionato contro l'Osijek II (0-0).
La stagione seguente, dopo aver collezionato tre presenze con l'Hajduk nelle prime giornate di campionato, viene ceduto in prestito annuale al Varaždin. Debutta con la nuova casacca il 16 settembre 2022 subentrando a Agon Elezi nel match di campionato perso contro lo Slaven Belupo (1-0). Il 19 ottobre seguente fa il suo debutto assoluto in Coppa di Croazia, parte da titolare nel sedisesimo di finale vinto ai supplementari contro il Primorac Biograd (1-4). Dopo meno di sei mesi di prestito, non trovando spazio tra le file del Varaždin, fa ritorno all'Hajduk, dove il 7 maggio 2023 realizza la sua prima rete in campionato nel match vinto 3-0 contro la Lokomotiva Zagabria.
Nella prima metà della stagione 2023-2024 colleziona 12 presenze e 2 reti nel campionato cadetto con il Solin, mentre nella seconda metà non scende mai in campo.
Il 13 luglio 2024 viene ceduto a titolo definitivo allo Slaven Belupo, club con il quale firma un contratto biennale. Fa il suo esordio il 24 agosto seguente, subentra a Ljuban Crepulja nella trasferta di campionato persa 2-0 contro il Varaždin.

### Nazionale
Il 19 febbraio 2022 fa il suo debutto con la Croazia U-19, subentra al posto di Luka Stojković nell'amichevole pareggiata 2-2 contro i pari età dell'Ungheria.

## Statistiche

### Presenze e reti nei club
Statistiche aggiornate al 15 dicembre 2024.
| Stagione              | Squadra               | Campionato            | Campionato | Campionato | Coppe nazionali | Coppe nazionali | Coppe nazionali | Coppe continentali | Coppe continentali | Coppe continentali | Altre coppe | Altre coppe | Altre coppe | Totale | Totale | Totale |
| Stagione              | Squadra               | Comp                  | Pres       | Reti       | Comp            | Pres            | Reti            | Comp               | Pres               | Reti               | Comp        | Pres        | Reti        | Pres   | Reti   |        |
| --------------------- | --------------------- | --------------------- | ---------- | ---------- | --------------- | --------------- | --------------- | ------------------ | ------------------ | ------------------ | ----------- | ----------- | ----------- | ------ | ------ | ------ |
| 2020-2021             | Hajduk Spalato II     | 2.HNL                 | 22         | 1          | -               | -               | -               | -                  | -                  | -                  | -           | -           | -           | 22     | 1      |        |
| 2021-2022             | Hajduk Spalato        | 1.HNL                 | 1          | 0          | CC              | 0               | 0               | UECL               | 0                  | 0                  | -           | -           | -           | 1      | 0      |        |
| 2021-2022             | Dugopolje             | 2.HNL                 | 21         | 4          | CC              | 0               | 0               | -                  | -                  | -                  | -           | -           | -           | 21     | 4      |        |
| ago. 2022             | Hajduk Spalato        | HNL                   | 3          | 0          | CC              | 0               | 0               | UECL               | 0                  | 0                  | SC          | 0           | 0           | 3      | 0      |        |
| 2022-gen. 2023        | Varaždin              | HNL                   | 3          | 0          | CC              | 1               | 0               | -                  | -                  | -                  | -           | -           | -           | 4      | 0      |        |
| gen.-giu. 2023        | Hajduk Spalato        | HNL                   | 8          | 1          | CC              | 0               | 0               | -                  | -                  | -                  | -           | -           | -           | 8      | 1      |        |
| Totale Hajduk Spalato | Totale Hajduk Spalato | Totale Hajduk Spalato | 12         | 1          |                 | 0               | 0               |                    | 0                  | 0                  |             | -           | -           | 12     | 1      |        |
| 2023-2024             | Solin                 | 1.NL                  | 12         | 2          | CC              | 0               | 0               | -                  | -                  | -                  | -           | -           | -           | 12     | 2      |        |
| 2024-2025             | Slaven Belupo         | HNL                   | 11         | 0          | CC              | 2               | 0               | -                  | -                  | -                  | -           | -           | -           | 13     | 0      |        |
| Totale carriera       | Totale carriera       | Totale carriera       | 81         | 8          |                 | 3               | 0               |                    | 0                  | 0                  |             | 0           | 0           | 84     | 8      |        |

### Cronologia presenze e reti in nazionale
| Cronologia completa delle presenze e delle reti in nazionale ― Croazia under 19 | Cronologia completa delle presenze e delle reti in nazionale ― Croazia under 19 | Cronologia completa delle presenze e delle reti in nazionale ― Croazia under 19 | Cronologia completa delle presenze e delle reti in nazionale ― Croazia under 19 | Cronologia completa delle presenze e delle reti in nazionale ― Croazia under 19 | Cronologia completa delle presenze e delle reti in nazionale ― Croazia under 19 | Cronologia completa delle presenze e delle reti in nazionale ― Croazia under 19 | Cronologia completa delle presenze e delle reti in nazionale ― Croazia under 19 |
| Data                                                                            | Città                                                                           | In casa                                                                         | Risultato                                                                       | Ospiti                                                                          | Competizione                                                                    | Reti                                                                            | Note                                                                            |
| ------------------------------------------------------------------------------- | ------------------------------------------------------------------------------- | ------------------------------------------------------------------------------- | ------------------------------------------------------------------------------- | ------------------------------------------------------------------------------- | ------------------------------------------------------------------------------- | ------------------------------------------------------------------------------- | ------------------------------------------------------------------------------- |
| 17-2-2021                                                                       | Szombathely                                                                     | Ungheria under 19                                                               | 2 – 2                                                                           | Croazia under 19                                                                | Amichevole                                                                      | -                                                                               | 60’                                                                             |
| 1-9-2021                                                                        | Zagabria                                                                        | Galles under 19                                                                 | 2 – 0                                                                           | Croazia under 19                                                                | Amichevole                                                                      | -                                                                               | 46’                                                                             |
| 4-9-2021                                                                        | Zagabria                                                                        | Croazia under 19                                                                | 1 – 1                                                                           | Turchia under 19                                                                | Amichevole                                                                      | -                                                                               | 72’                                                                             |
| 7-9-2021                                                                        | Zagabria                                                                        | Croazia under 19                                                                | 0 – 1                                                                           | Austria under 19                                                                | Amichevole                                                                      | -                                                                               | 50’                                                                             |
| 10-11-2021                                                                      | Karlovac                                                                        | Croazia under 19                                                                | 7 – 0                                                                           | Gibilterra under 19                                                             | Qual. Europeo Under-19 2022                                                     | -                                                                               | 63’                                                                             |
| 13-11-2021                                                                      | Karlovac                                                                        | Croazia under 19                                                                | 2 – 0                                                                           | Armenia under 19                                                                | Qual. Europeo Under-19 2022                                                     | -                                                                               | 72’                                                                             |
| Totale                                                                          |                                                                                 | Presenze                                                                        | 6                                                                               |                                                                                 | Reti                                                                            | 0                                                                               |                                                                                 |

## Palmarès

### Club

#### Competizioni nazionali
- Coppa di Croazia: 1

Hajduk Spalato: 2022-2023